# Жиромон (Оаза)
Жиромон (фр. Giraumont) насеље је и општина у североисточној Француској у региону Пикардија, у департману Оаза која припада префектури Компјењ.
По подацима из 2011. године у општини је живело 534 становника, а густина насељености је износила 150,42 становника/km². Општина се простире на површини од 3,55 km². Налази се на средњој надморској висини од 103 метара (максималној 105 m, а минималној 42 m).

## Демографија
| 1962. | 1968. | 1975. | 1982. | 1990. | 1999. | 2011. |
| ----- | ----- | ----- | ----- | ----- | ----- | ----- |
| 235   | 256   | 301   | 331   | 504   | 585   | 534   |

График промене броја становника у току последњих година